# 安荣水
安荣水（韓語：안영수，1964年2月20日—），韩国男子拳击运动员。他曾代表韩国参加1984年夏季奥林匹克运动会拳击比赛，获得一枚银牌。他也曾在1983年亚洲拳击锦标赛上获得一枚金牌。